# San Antonio (General Juan Facundo Quiroga)
San Antonio es una localidad del Departamento General Juan Facundo Quiroga de la provincia de La Rioja, Argentina.

## Características de la localidad
San Antonio está ubicado a la vera de la ruta provincial 29, a unos 40 km hacia el sur de la localidad de Malanzán, cabecera del departamento y a unos 215 km de la ciudad de La Rioja.
Es un pequeño pueblo con calles de tierra de trazado irregular y la mayoría de las viviendas construidas con la metodología tradicional de muros de adobe y techos de paja.
Cuenta con un centro de atención primaria en salud y una escuela de nivel inicial.
El pueblo fue el lugar de nacimiento del caudillo Juan Facundo Quiroga.

## Población
Cuenta con 149 habitantes (Indec, 2010), lo que representa un descenso del 35% frente a los 231 habitantes (Indec, 2001) del censo anterior.
| Gráfica de evolución demográfica de San Antonio entre 1991 y 2010 |
|                                                                   |
| Fuente: Censos nacionales del INDEC                               |

## Puntos de interés
- Casa natal de Juan Facundo Quiroga: Esta casa había sido edificada con la técnica de piedra y adobe. Actualmente, se conservan las partes bajas de los muros, es decir el basamento de piedra, de tres recintos rectangulares.[5]

- Escuela de formación militar: En cercanías de la casa natal, se encuentra una construcción similar, en muy buen estado de conservación, en la cual presumiblemente se reunían y entrenaban las milicias que acompañaron al caudillo.[6]

- Capilla de San Antonio: Construida hacia mediados del siglo XVIII, es un templo de diseño simple y austero, de anchos muros de adobe.[7]

- Centro de interpretación cultural: Reúne fotografías, maquetas, documentos y otros elementos relacionados con la historia de la localidad, sus construcciones tradicionales y su capilla.[8]

## Sismicidad
La sismicidad de la región de La Rioja es frecuente y de intensidad baja, y un silencio sísmico de terremotos medios a graves cada 30 años en áreas aleatorias.